# کینگز پیک
کینگز پیک (به انگلیسی: Kings Peak) یک کوه در ایالات متحده آمریکا است که در شهرستان دوشن، یوتا واقع شده‌است. کینگز پیک ۴٬۱۲۳٫۳۸ متر بالاتر از سطح دریا واقع شده‌است.